# Han Xing
Han Xing (Brazzaville, 8 novembre 1989) è una tennistavolista della Repubblica del Congo, di origine cinese.
Ha partecipato ai Giochi di Londra 2012 e di Rio de Janeiro 2016, gareggiando nel torneo individuale.